# سيدني غرين (كرة سلة)
سيدني غرين (بالإنجليزية: Sidney Green)‏ مواليد 4 يناير 1961 في بروكلين، نيويورك، هو مدرب كرة سلة أمريكي ولاعب سابق. بدأ مسيرته الاحترافية في سنة 1983. تم اختياره من قبل فريق شيكاغو بولز خلال الدرافت. يبلغ طوله 6 قدم 9 بوصة (2.1 م). اعتزل اللعب في 1993. أحرز خلال مسيرته في الإن بي إيه 5080 نقطة بمعدل 7.5 نقاط في المباراة الواحدة.

## المسيرة الاحترافية
لعب مع شيكاغو بولز من سنة 1983 إلى 1986، ثم لعب مع ديترويت بيستونز في موسم 1986–1987، ثم لعب مع نيويورك نيكس من سنة 1987 إلى 1989، ثم لعب مع أورلاندو ماجيك في موسم 1989–1990، ثم لعب مع سان أنطونيو سبرز من سنة 1990 إلى 1993، ثم لعب مع شارلوت هورنتس في موسم 1992–1993.

## روابط خارجية
- سيدني غرين على موقع إن بي أي (الإنجليزية)
- سيدني غرين على موقع سبورتس رفرنس (الإنجليزية)
- سيدني غرين على موقع كلية كرة السلة في سبورتس رفرنس.كوم (الإنجليزية)
- سيدني غرين على موقع ريلجم (الإنجليزية)
- سيدني غرين على موقع بروبوليرز (الإنجليزية)
- سيدني غرين على موقع كلية كرة السلة في سبورتس رفرنس.كوم (الإنجليزية)